# U.S.A. (trilogi)
U.S.A. är en romantrilogi av den amerikanske författaren John Dos Passos som består av The 42nd Parallel (1930), 1919 (1932) och The Big Money (1936). Trilogin gavs ut tillsammans i en volym första gången 1938. Den har utnämnts till en av de stora amerikanska romanerna.
Verket är en kollektivroman som följer ett antal både fiktiva och verkliga personer i USA från 1900-talets början till Wall Street-kraschen 1929. Den rymmer en stark samhällskritik riktad mot det amerikanska samhällets kommersialism och korruption.
Romanerna är skrivna i en experimentell stil med en montageteknik där de berättande partierna omväxlar med collage av tidningsklipp ("Newsreels"), korta okonventionella biografier över kända samtida amerikaner och personliga minnesfragment i stream of consciousness-teknik ("The Camera Eye"). 

## Handling
The 42nd Parallel
Första delen av trilogin skildrar fyra huvudpersoner. Mac, som arbetar på tryckeri, har växt upp under fattigdom och känner samhällets orättvisor, Janey Williams som bryter sig ut från en småborgerlig miljö och så småningom blir privatsekreterare till en statsman, Ward Moorhouse, en ung och beräknande journalist som tar sig in i affärsvärlden och Eleonor Stoddard som lämnat sin familj för att göra egen karriär. De fyras vägar korsas flera gånger. Alla utom Mac, som lämnat USA och rest till Mexico, ställer sig till sitt lands förfogande när första världskriget bryter ut, men inte av idealistiska skäl utan av rent egoistiska. 
1919
Första världskriget slutar i en värld av ruiner, både ideellt och materiellt. Nya personer förs in i handlingen samtidigt som de tidigare får ompröva sina liv. Joe Williams, bror till Janey, upplever kriget både till lands och sjöss som underbefäl i amerikanska flottan. Eveline Hutchins, tidigare väninna med Eleanor, blir sjuksyster vid fronten. Båda går så småningom på olika sätt under i krigets moraliskt korrumperade förhållanden. Ett annat tragiskt öde drabbar Anne Elisabeth Trent, en familjeflicka med kontaktsvårigheter som söker sig till socialistiska kretsar för att finna vänner.
The Big Money
Huvudperson i den sista delen är Charley Anderson. Han är den ende av huvudpersonerna som deltar i kriget från början till slut. Efter kriget lever han ett oansvarigt liv, men ett litet arv efter sin mor gör att börjar spekulera i aktier. Han gifter sig rikt och kommer in i börsvärlden. Mago Dowlings är ett föräldralöst barn som kommer avvägar och börjar leva ett äventyrligt liv. Hon blir under flera år Charley Andersons älskarinna. I denna bok skildras också fackföreningarnas kamp.

## Svenska översättningar
- 42:a breddgraden, översättning av Sonja Vougt, inledning av Sten Selander Bonniers 1932 Libris
- 1919, översättning av Artur Lundkvist, Bonniers 1939 Libris
- Stora pengar, översättning av Bunny Ragnerstam efter Artur Lundkvists opublicerade manuskript, Forum 1983 Libris